# Авер'янов Олександр Миколайович
Олександр Миколайович Авер'янов (рос. Александр Николаевич Аверьянов; 1 жовтня 1948, Владивосток СРСР — 15 червня 2021) — радянський футболіст, радянський та російський тренер, Майстер спорту СРСР, Заслужений тренер РРФСР.

## Клубна кар'єра
Уродженець Владивостока. Розпочав грати в 12 років в юнацькій команді «Шахтаря» (Горлівка). З 14-річного віку проживав у Миколаєві, навчався футболу в миколаївській ДЮСШ № 3. Далі виступав за одеський «Чорноморець». Переможець юнацьких турнірів УЄФА 1966 і 1967 років.

### Суднобудівник
У «Суднобудівнику» Авер'янов виступав тричі: 1969—1971, 1973—1974 та 1976 роках. У чемпіонатах СРСР провів 163 матчі, забив 23 голи. У розіграші Кубка СРСР 1969 року забивав у чвертьфіналі московському «Торпедо», брав участь у програному півфінальному матчі з львівськими «Карпатами». У складі «корабелів» чемпіон УРСР (1974), срібний (1971) і бронзовий (1973) призер чемпіонату УРСР. У 1974 році потрапив до числа «22 найкращих футболістів другої ліги» на позиції «правий півзахисник».

## Тренерська діяльність
Тренерську кар'єру розпочав в Узбецькій РСР і пропрацював там з різними клубами 5 років.

### «Океан»
У 1989—1993 роках очолив «Океан» з Находки, з яким у 1989 році виграв Кубок РРФСР з футболу, а в 1991 році вивів клуб у першу лігу чемпіонату СРСР. У 1992—1993 роках клуб виступав у вищій лізі чемпіонату Росії.

### «Крила Рад»
1994 рік самарські «Крила» розпочали з новим тренером — Валерієм Богдановим. Фінансові труднощі й відхід цілого ряду основних гравців призвели до того, що в перших восьми матчах перемогли лише одного разу, ще дві гри звели внічию. Після трьох поспіль поразок Богданов подав у відставку, а клуб з квітня по травень тренував Анатолій Кікін. Напередодні матчу з московським «Торпедо» рятувати команду призначили Авер'янова. У «Крила Рад» прийшли воротар Олександр Мартешкін, захисник Ігор Захаров, нападник Мамука Мінашвілі. У серпні повернувся ветеран Динар Шаріпов. Авер'янов привів у команду Андрія Резанцева, який грав у нього в «Океані» й «Пахтакорі», й свого сина Олександра Авер'янова. З новим тренером команда з 19 матчів виграла 5, а 9 звела до нічиєї. За підсумками чемпіонату «Крила Рад» зайняли 13-е місце і зберегли прописку у Вищій лізі. У сезоні 1995 року команда значно оновилася й зайняла передостаннє місце. Від вильоту «Крила» врятувало тільки розширення Вищої ліги до 18 команд. У 1996 році склад змінився мало, а новачки залучені тренером добре проявили себе. Воротар Юрій Шишкін відіграв у Самарі свої найкращі сезони. Надійно грав захисник Василь Мазур. Нападаючий Анас Махлюф став найкращим бомбардиром команди. «Крила» добре розпочали чемпіонат і деякий час йшли другими, а завершили сезон на 9-у місці. 1997 рік став найвдалішим для Авер'янова в Самарі. Команда зайняла в чемпіонаті 7-е місце, а в Кубку Росії дійшла до півфіналу. У 1998 році «Крила Рад» боролися за виживання, в чемпіонаті посіли 12 місце. Наступного року новий президент клубу замінив Авер'янова на Олександра Тарханова.

### «Атирау»
- У 2006 року (до липня) — головний тренер казахстанського клубу «Атирау».

### «Газовик»
- З 27 липня 2006 року — головний тренер клубу «Газовик» (Оренбург), змінивши Бориса Сініцина.

### ФК «Динамо» (Санкт-Петербург)
З 23 грудня 2009 року — головний тренер клубу «Динамо» (Санкт-Петербург). Через розбіжності з керівництвом пропрацював у команді недовго, покинув її за власним бажанням 15 квітня 2010 року.

### ФК «Андижан»
У січні 2012 року очолив узбецький клуб «Андижан», який виступав у Вищій лізі Узбекистану. Авер'янов вже очолював цю команду в 1984 і 1986—1987 роках. Олександр Миколайович очолив команду, яка зайняла в сезоні 2011 року 12 місце. 22 августа 2012, після поразки з великим рахунком від клубу «Шуртан», покинув команду. Новий тренер не зміг зберегти «Андижану» прописку у Вищій лізі.

### ФК «Орел»
До 9 туру ФК «Орел» набрав в чемпіонаті всього два очки і головний тренер Ігор Лузякін подав у відставку. 5 вересня 2012 року Олександр Авер'янов змінив його на посту головного тренера. Контракт був розрахований на два роки, а тренеру поставлена задача вивести команду з останнього місця. До приходу Авер'янова в команді другий сезон грав його молодший син Микола. Авер'янов дозаявив шістьох футболістів (Антона Бобильова, Олександра Васюкова, Ігоря Вознесенського, Дмитра Івченко, Володимира Мазова й Сергія Устрехова). З новим тренером «Орел» програв п'ять матчів поспіль, потім виграв у курського «Авангарду». В останньому матчі 2012 року «Орел» зіграв внічию з «Калугою» і пішов на зимову перерву на передостанньому місці, з 6-а очками в активі. За підсумками сезону 2012/13 років ФК «Орел» під керівництвом Олександра Авер'янова посів останнє, 16-е місце. За спортивним принципом команда повинна була покинути 2 дивізіон. Але керівництво ПФЛ і РФС залишило клуб в тій же зоні на сезон 2013/2014 років.
Авер'янов залишився головним тренером команди. При цьому заявив, що в цьому сезоні він відповідальний за результати, так як перед початком сезону саме він комплектували команду. На прес-конференції після матчу ФК «Орел» — «Факел» Воронеж 1:3 назвав сайт уболівальників ФК «Орел» — сайтом ворогів Орла, аргументувавши висловлювання «присутністю негативу на ресурсі» (в його бік). До цього Авер'янов завершив сезон з ФК «Орел» на 16 місці з 16, а в новому сезоні зазнав чотирьох поразок з п'яти. У відповідному зверненні адміністратор сайту від імені ображених уболівальників висловив побажання Авер'янова «виграти хоча б пару матчів і весь негатив пропаде».
Після поразки 9 серпня в 5 турі від воронезького «Факела» (1:3), відсторонений від роботи в клубі. ФК «Орел» зазнав чотирьох поразок поспіль з п'яти і займає передостанню сходинку в турнірній таблиці. 12 серпня 2013 року рішенням директора ФК «Орел» Олександра Родіна відправлений у відставку.

### ФК «Знамя Труда»
У лютому 2015 року був призначений головним тренером російського клубу Другого дивізіону зони «Захід» «Знамя Труда» (Орєхово-Зуєво). На цій посаді він змінив Галімджана Хайруліна, який перейшов на роботу в костромський «Спартак».
У 2015 році команда під керівництвом Олександра Авер'янова посіла останнє, 16-е місце в зоні «Захід».

## Досягнення
- Кубок СРСР
  -  Фіналіст (1): 1975

- Чемпіонат Європи (U-18)
  -  Володар (2): 1966, 1967

## Сім'я
Його старший син Олександр Авер'янов — футболіст. Часто грав за клуби, в яких батько був тренером:
- 1986—1987 — «Пахтакор» (Андижан)
- до липня 1988 — «Металург» (Алмалик)
- 1990—1994 — «Океан» (Находка)
- 1994—1998 — «Крила Рад» (Самара)

Молодший син Микола — півзахисник, грав під керівництвом батька в оренбурзькому «Газовик», «Динамо» (СПб), ФК «Орел» і «Знамя Труда».